# Bytantai
Der Bytantai (russisch Бытантай) ist ein 586 km langer linker Nebenfluss der Jana in Sibirien (Russland, Asien). Der Fluss entsteht an der Ostseite des Werchojansker Gebirges und durchfließt es auf dem größten Teil seines Laufes. Im 40.200 km2 großen Einzugsgebiet des Bytantai gibt es über 2000 Seen. Die wichtigsten Nebenflüsse des Bytantai sind von rechts Billjach (Биллях) und Tenki (Тенки), von links Chobol (Хобол), Atschtschygy-Sakkyryr (Аччыгый-Саккырыр), Ulachan-Sakkyryr (Улахан-Саккырыр) und Kulgaga-Suoch (Кулгага-Суох).